# 史珍
史珍（1420年—1479年），字廷玉，江西省九江府德化縣人，醫籍。

## 生平
六月二十日生，行四，治《詩經》，由國子生中式江西鄉試第一百一名舉人，年三十五歲中式景泰五年甲戌科會試第三百十二名，第三甲第九十三名進士。授宿迁县知县，升镇江府通判。

## 家族
曾祖史直甫，元教授；祖史虛誠，訓科；父史中，陝西布政司左參政；母陳氏；生母孫氏。永感下，妻孟氏，兄瓛（正科）；玠；琦（衛經歷）。